# گمینا سولینا
گمینا سولینا (به لهستانی:  Gmina Solina) یک گمینا در لهستان است که در شهرستان لسکو واقع شده‌است. گمینا سولینا ۱۸۴٫۲۵ کیلومتر مربع مساحت و ۵٬۱۰۶ نفر جمعیت دارد.